# Chrámce
Chrámce (německy Kramitz) jsou osada, část obce Skršín v jihovýchodní části okresu Most v Ústeckém kraji ležící v nadmořské výšce 375 metrů.

## Název
Původní název vesnice zněl Chrámec (malý chrám), ale brzy přešel do množného čísla. V historických pramenech se jméno objevuje ve tvarech: Chramecz (1381), „in villa Chramczi“ (1404), Chramecz (1404), w Chramczych (1499), z Chramecz (1542), w Chramczy (1542), w Chramczych (1542), na Chramicích (1603), na Chramcích (1615), Kramitz (1787), Kramitz a Kramnitz (1846) a úředně Chrámce nebo Kramitz (1854).

## Historie
Dějiny obce jsou úzce spjaté s historií zdejší tvrze, později zámku. První písemná zmínka pochází z roku 1381, kdy zdejší vladyčí tvrz vlastnil Jan de Kystern sedící na Chrámcích. V roce 1408 a 1421 je jako majitel zmiňován Jíra Vchynský z Vchynic. V roce 1499 vlastnil Chrámce rod z Černčic. Pavel z Černčic odkázal v roce 1542 ves i s poplužním dvorem své manželce Anně Kateřině. V roce 1556 je ze stejného rodu jako dědička zmiňována Hedvika z Chrámců, která Chrámce přinesla věnem Pavlovi Šavelovi z Vlkové. Jejich dcera Kateřina z Chrámců (provdaná Vřesovcová) nechala v letech 1570–1571 přestavět tvrz.
Roku 1603 byl majitelem Kašpar Rajský z Dubnice a po jeho smrti je zdědil roku 1615 jeho bratr Kryštof Rajský z Dubnice. V roce 1720 koupil Chrámce Jiří Oldřich Zessner ze Spitzenberka. Po jeho smrti v roce 1745 zdědil majetek jeho syn Johann Franz Zessner ze Spitzenberka, který byl vlastníkem ještě v roce 1762. V roce 1767 Chrámce prodal hraběti Josefu Leopoldu d' Elbeuf, který emigroval do Rakouska před Francouzskou revolucí. Tento majitel nechal v letech 1795–1805 postupně přestavět zámek do dnešní podoby. V roce 1843 koupil statek a zámek svobodný pán Johann Maxmilian z Ehrenberku.
V letech 1945–1946 probíhal na Chrámcích a ve Skršíně odsun Němců. Do opuštěných budov se nastěhovali noví osídlenci. Ostatní domky byly zbourány a na jejich místě byly v sedmdesátých letech 20. století postaveny řadové domky typu Okál.

## Obyvatelstvo
Při sčítání lidu v roce 1921 zde žilo 130 obyvatel (z toho 64 mužů), z nichž bylo 27 Čechoslováků, 101 Němců a dva cizinci. Osm lidí se hlásilo k evangelickým církvím, jeden k církvi československé, 119 k církvi římskokatolické a dva lidé byli bez vyznání. Podle sčítání lidu z roku 1930 měla vesnice 114 obyvatel: 26 Čechoslováků, 86 Němců a dva cizince. Až na dva příslušníky jiných nezjišťovaných církví a jednoho člověka bez vyznání byli římskými katolíky.
|                                                                 | 1869 | 1880 | 1890 | 1900 | 1910 | 1921 | 1930 | 1950 | 1961 | 1970 | 1980 | 1991 | 2001 | 2011 | 2021 |
| --------------------------------------------------------------- | ---- | ---- | ---- | ---- | ---- | ---- | ---- | ---- | ---- | ---- | ---- | ---- | ---- | ---- | ---- |
| Obyvatelé                                                       | 142  | 168  | 168  | 128  | 137  | 130  | 114  | 76   | 51   | 43   | 89   | 74   | 50   | 45   | 45   |
| Domy                                                            | 32   | 31   | 31   | 35   | 27   | 25   | 24   | 20   | .    | 13   | 21   | 21   | 21   | 24   | 22   |
| Počet domů z roku 1961 je zahrnut v domech místní části Skršín. |      |      |      |      |      |      |      |      |      |      |      |      |      |      |      |

## Obecní správa
Po reformě v roce 1848 se Chrámce staly samostatnou obcí[zdroj?], ale při sčítání lidu v letech 1869–1921 byly jako osadou obce Kozly v okrese Teplice. Od roku 1930 je částí obce Skršín v okrese Duchcov, poté v roce 1950 v bílinském okrese a od roku 1960 náleží do okresu Most.

## Pamětihodnosti

### Zámek Chrámce
Renesanční zámek v Chrámcích vznikl v letech 1570–157 přestavbou původní gotické tvrze ze 14. století. V letech 1795–1805 byl upraven do dochované klasicistní podoby. Zámecký park v anglickém stylu vznikl za hrabat Chotků. Do zámecké zahrady byla přemístěna socha Ecce homo ze vsi Saběnice.

## Zemědělství v obci
Obec si dodnes zachovala tradiční zemědělský ráz. Chrámce jsou proslulé svým vinařstvím a sadařstvím. Sídlí zde dvě zemědělské společnosti. První je České vinařství Chrámce, které vzniklo v roce 2001. V roce 1991 bylo pronajato a posléze zprivatizováno chrámecké středisko, které spadalo pod Státní statek Most. Vinice se zde začaly budovat od roku 1967 a v roce 1972 dosahovaly plochy 41 ha. V roce 1983 se vinice rozkládaly na ploše 112 hektarů nejen v Chrámcích, ale od roku 1977 i u Rudolic a 1978 u Čepiroh. Zdejší vinařství je jediným výrobcem košer vín v Čechách. Část produkce je archivována ve druhém suterénu děkanského kostela v Mostě.
Druhým významným podnikem jsou Zámecké sady Chrámce, které vznikly po restituci zdejšího zámeckého statku. Sady se specializují na ekologické zemědělství. Celková plocha sadů činí 92 ha a 7 ha trvalých travních porostů. Jedná se o největší plochu ucelených sadů v ekologickém režimu v České republice.